# Torredembarra
Torredembarra, normalement appelée La Torre par ses habitants, est une commune de la comarque du Tarragonès dans la province de Tarragone en Catalogne (Espagne),

## Géographie
Commune située à environ 80 km au sud de Barcelone au Nord de Tarragone, en plein cœur de la Costa Dorada.

## Lieux et monuments
- Phare de Torredembarra
- Els Muntanyans

## Personnalités
- Pere Romeu (1892-1908), peintre, gérant des cabarets Le Chat Noir à Paris et Els Quatre Gats à Barcelone, figure du modernisme catalan, né à Torredembara;
- Berta Castells (1984-), athlète née à Torredembarra.

## Jumelage
L’idée du jumelage avec la commune de Villars (Loire) est née lors d’une conversation entre le maire Monsieur Pouquet et Monsieur Besset, alors directeur de l’école primaire Jean Ravon, tous deux souhaitant créer un contact avec une commune espagnole d’environ 5 à 8 000 habitants. Monsieur Besset informe alors le maire que ses beaux-parents, Madame et Monsieur Moral, vivent en Catalogne sur la commune de Torredembarra, à environ 80 km au sud de Barcelone, depuis une trentaine d’années. Ces derniers ayant été accueillis comme réfugiés en France pendant la Guerre Civile, ils souhaitent également nouer des contacts avec leur terre d’accueil pour renforcer cette amitié qui lie nos deux pays.
Monsieur Moral travaille à l’époque comme responsable culturel à la Generalitat (gouvernement autonome catalan). Leur fille, Madame Besset, professeur d’espagnol à l’université de Saint-Étienne, va servir d’intermédiaire et d’interprète pour mettre en place ce jumelage et rencontrer pour la première fois la municipalité de Torredembarra conduite par le maire Monsieur Salort, élu depuis 1979. Les actes officiels qui scellent nos deux communes sont signés le 16 juin 1984 à Villars en présence du Maire catalan et de son épouse, de Mesdames et Messieurs Fuxet et Nunez et de « la pupille » (la jeune fille qui représente le mode de vie et les vertus catalanes de Torredembarra).
À cette occasion, les élus inaugurent la plaque commémorative du jumelage près de l’entrée de la ville, côté centre commercial « Rond-Point Coop » (actuel Auchan Villars). En plus d’une découverte approfondie de la commune, une visite est organisée sur les environs à Saint-Just-Saint-Rambert par Monsieur Chetail, 2e adjoint, pour assister à un tournoi de joutes. Les élus villardaires, à leur tour, sont reçus à Torredembarra le 2 septembre 1984. Le jumelage est né.